# Wilfried Van Moer
Wilfried Van Moer (Beveren, 1945. március 1. – Leuven, 2021. augusztus 24.) válogatott belga labdarúgó, középpályás, edző.
A belga válogatott tagjaként részt vett az 1970-es és az 1982-es világbajnokságon, illetve az 1980-as Európa-bajnokságon.

## Sikerei, díjai
Standard Liège
- Belga bajnok (3): 1968–69, 1969–70, 1970–71

Belgium
- Európa-bajnoki ezüstérmes (1): 1980